# Juruena
Juruena är en kommun i Brasilien.   Den ligger i delstaten Mato Grosso, i den centrala delen av landet, 1 300 km nordväst om huvudstaden Brasília. Antalet invånare är 11 269.
I omgivningarna runt Juruena växer i huvudsak städsegrön lövskog. Runt Juruena är det mycket glesbefolkat, med 2 invånare per kvadratkilometer.